# Selmergrupp
Inom aritmetisk geometri är en Selmergrupp, uppkallad efter Selmer (1951), en grupp som konstrueras från en isogeni av abelska varieteter. Selmergruppen av en abelsk varietet A i förhållande till isogenin f : A → B av abelska varieteter kan definieras med hjälp av Galoiskohomologin som
{\displaystyle \mathrm {Sel} ^{(f)}(A/K)=\bigcap _{v}\mathrm {ker} (H^{1}(G_{K},\mathrm {ker} (f))\rightarrow H^{1}(G_{K_{v}},A_{v}[f])/\mathrm {im} (\kappa _{v}))}
där Av[f] betecknar f-torsionen av Av och {\displaystyle \kappa _{v}} är den lokala Kummertransformationen {\displaystyle B_{v}(K_{v})/f(A_{v}(K_{v}))\rightarrow H^{1}(G_{K_{v}},A_{v}[f])}. Notera att {\displaystyle H^{1}(G_{K_{v}},A_{v}[f])/\mathrm {im} (\kappa _{v})} är isomorfisk till {\displaystyle H^{1}(G_{K_{v}},A_{v})[f]}. Geometriskt har alla principiella homogena rum som uppstår från element av Selmergruppen Kv-rationella punkter för alla ställen v av K. Selmergruppen är ändlig. Av detta följer att delen av Tate–Sjafarevitjgruppen som annihileras av f är ändlig p.g.a. följande exakta följd
0 → B(K)/f(A(K)) → Sel(f)(A/K) → Ш(A/K)[f] → 0.
Selmergruppen i mitten av följden är ändlig och effektivt beräknelig. Av detta följer den svaga Mordell-Weilsatsen att dess delgupp B(K)/f(A(K)) är ändlig. 
Ralph Greenberg har generaliserat Selmergrupper till mer allmänna p-adiska Galoisrepresentationer och p-adiska variationer av motiver i samband med Iwasawateori.